# Gaprang
Gaprang is een bestuurslaag in het regentschap Blitar van de provincie Oost-Java, Indonesië. Gaprang telt 5277 inwoners (volkstelling 2010).